# NGC 3783
NGC 3783 är en aktiv galax i stjärnbilden kentauren.